# Orehovec Radobojski
Orehovec Radobojski es una localidad de Croacia en el municipio de Radoboj, condado de Krapina-Zagorje.

## Geografía
Se encuentra a una altitud de 209 m s. n. m. a 58,7 km de la capital nacional, Zagreb.

## Demografía
En el censo 2011, el total de población de la localidad fue de 287 habitantes.